# Postumo iunior
Postumo iunior (... – 268) è riportato nella lista dei Trenta Tiranni della Historia Augusta, come usurpatore contro l'imperatore romano Gallieno.
Secondo la lista dei Trenta Tiranni inclusa nella Historia Augusta, l'imperatore dell'Impero delle Gallie Postumo ebbe un figlio, anch'egli chiamato Postumo, che elevò prima al rango di Cesare e poi a quello di Augusto, con il compito di co-imperatore. Postumo iunior sarebbe stato ucciso un anno prima del padre durante la ribellione di Leliano. Gli autori della Historia affermano che Postumo iunor fosse un retore molto capace, e che le sue Controversiae furono incluse tra le Declamationes di Marco Fabio Quintiliano.
Non vi sono altre prove dell'esistenza di questa figura.